# Manuel Belletti
Manuel Belletti (ur. 14 października 1985 w Cesenie) – włoski kolarz szosowy, zawodnik profesjonalnej grupy Androni–Sidermec–Bottecchia.
Specjalizuje się w sprinterskim finiszu z peletonu. Jego największym sukcesem jest etapowe zwycięstwo w Giro d'Italia.

## Najważniejsze zwycięstwa i sukcesy
- 2007
  - 1. miejsce w Trofeo Banca Popolare di Vicenza
- 2009 
  - 2. miejsce w Giro di Toscana
  - 2. miejsce w Grand Prix de Fourmies
  - 3. miejsce w Giro del Friuli
- 2010
  - 1. miejsce na 13. etapie Giro d'Italia
  - 1. miejsce w Coppa Bernocchi
  - 2. miejsce w GP Città Di Modena
  - 3. miejsce w Memorial Marco Pantani
- 2011
  - 1. miejsce na 3. etapie Tour of Turkey
  - 1. miejsce na 3. etapie Giro della Provincia di Reggio Calabria
  - 1. miejsce na 1a etapie Settimana Internazionale di Coppi e Bartali
  - 1. miejsce na 3. etapie Brixia Tour
  - 2. miejsce w Coppa Bernocchi
  - 2. miejsce w Gran Premio Bruno Beghelli
  - 3. miejsce w GP Industria
- 2012
  - 1. miejsce na 4. etapie Route du Sud
  - 8. miejsce w Vattenfall Cyclassics
- 2013
  - 2. miejsce na 2. etapie Tirreno-Adriático
- 2014
  - 1. miejsce na 4. etapie Tour du Limousin
  - 4. miejsce w Grand Prix de Fourmies
- 2015
  - 1. miejsce w G.P. Costa degli Etruschi
  - 1. miejsce w Dwars door Drenthe
  - 1. miejsce na 1a etapie Settimana Internazionale di Coppi e Bartali
  - 2. miejsce w Gran Premio Bruno Beghelli
- 2016
  - 1. miejsce na 1a etapie Settimana Internazionale di Coppi e Bartali
  - 2. miejsce w Trofeo Matteotti
- 2017
  - 2. miejsce w G.P. Costa Etruschi
  - 2. miejsce w Trofeo Matteotti
- 2018
  - 1. miejsce na 7. etapie Tour de Langkawi
  - 1. miejsce w Tour de Hongrie
    - 1. miejsce na 1. etapie

  - 2. miejsce w Coppa Bernocchi
  - 3. miejsce w Gran Premio Bruno Beghelli
  - 1. miejsce na 3. i 5. etapie Tour of Hainan